# Cipriano Dourado
Cipriano Dourado (Mação, Penhascoso, 8 de fevereiro de 1921 — Lisboa, 17 de janeiro de 1981) foi um artista plástico neo-realista português que desenvolveu a sua actvidade nas áreas da gravura, desenho, pintura e aguarela.

## Biografia

### Formação
Cipriano Dourado foi um dos pioneiros da Gravura Portuguesa Contemporânea. Iniciou a sua actividade profissional como desenhador-litógrafo. Frequentou um curso nocturno na Sociedade Nacional de Belas Artes em Lisboa. Em 1949 fez um estágio na Academia Livre Grande Chaumière em Paris. Leccionou na Escola de Artes Decorativas António Arroio.

### Postura política
Num contexto em que as Exposições Gerais de Artes Plásticas eram alvo de forte repressão da Polícia Internacional e de Defesa do Estado do regime do Estado Novo, agredindo, prendendo e confiscando obras, Cipriano Dourado era um anti-fascista e convicto opositor ao regime. A sua postura assumida inspirou muitos outros artistas da sua geração a assumir também eles a sua militância.

### Obra
Os temas mais frequentes na sua obra são a mulher e a terra. Teve intensa actividade como gravador. Foi um dos pioneiros da gravura portuguesa contemporânea e membro fundador da Gravura – Sociedade Cooperativa de Gravadores Portugueses em 1956.

#### Ciclo do Arroz
Cipriano Dourado integrou uma experiência colectiva com os artistas plásticos Lima de Freitas, Júlio Pomar e António Alfredo e o escritor Alves Redol. José Augusto França, em A arte em Portugal no século XX, escreve: «Em 1953, levados pelo romancista Alves Redol, um grupo de pintores (Júlio Pomar, Cipriano Dourado e Rogério Ribeiro) tomou rumo do Ribatejo para, em trabalho de equipa, tratar o tema dos arrozais; foi o "Ciclo do Arroz"(...)».

## Algumas exposições

### Nacionais
- Exposições Gerais de Artes Plásticas a partir de 1949 (1946-1956)
- Gravura Moderna (1952)
- Modernos Gravadores Portugueses (1955)
- Gravura Portuguesa Contemporânea (1956/1957)
- I Salão dos Artistas de Hoje Sociedade Nacional de Belas Artes (1956)
- I Exposição de Artes Plásticas da Fundação Calouste Gulbenkian (1957)
- I Salão de Arte Moderna da Casa da Imprensa, Lisboa (1958)
- 50 Artistas Independentes em 1959 Sociedade Nacional de Belas Artes (1959)
- I Exposição de Desenho Moderno, Lisboa (1959)
- Lisboa na Obra dos Artistas Contemporâneos (1971)
- Pintura, Desenho e Escultura de 19 Artistas Portugueses, Leiria (1972)
- Imagens do Neo-Realismo em Portugal, Porto (1972)
- I e II Bienais de Artes Plásticas da Festa do Avante! (1977 e 1979)
- Expôs individualmente em Coimbra (1956), Lisboa (1973), Porto (1974) e Leiria (1974)

### Estrangeiras
- I Bienal de Gravura de Tóquio, Japão (1957)
- Pavilhão de Portugal na Feira de Lausana, Suíça (1957)
- Gravura Portuguesa Contemporânea, Gotemburgo, Suécia (1958)

## Alguns museus onde se encontra representado
Cipriano Dourado encontra-se, designadamente, representado no:
- Museu Nacional de Arte Contemporânea;
- Centro de Arte Moderna da Fundação Calouste Gulbenkian, em Lisboa;
- Museu do Neo-Realismo, em Vila Franca de Xira;
- Museu Municipal Manuel Soares de Albergaria, em Carregal do Sal.